# جيمس لويد
جيمس لويد (بالإنجليزية: James Lloyd)‏ هو محامي وسياسي أمريكي، ولد في 1745 في تشيسترتاون في الولايات المتحدة، وتوفي في 1820 في ايستون في الولايات المتحدة. حزبياً، نشط في الحزب الفيدرالي الأمريكي. وقد انتخب عضو مجلس الشيوخ الأمريكي.